# Mario Vernal
Mario Avelino Vernal Ariste (Oficina Salitrera San José, 15 de junio de 1932 - Antofagasta, 28 de febrero de 2009 †) fue un académico, articulista, dramaturgo, actor, escritor, profesor de ciencias de la comunicación, especialista de la voz hablada, profesor de ética y relaciones humanas, orientador escolar e investigador educacional chileno.
También fue uno de los más antiguos columnistas de la prensa antofagastina, de estilo fresco, ágil, veraz, profundo, franco e irónico y dotado de una amplia cultura general. Siempre estuvo plenamente con la pampa salitrera, la ciudad y la región. Fue galardonado con el Ancla de Oro 2001.
Hijo de Héctor Vernal y Julia Ariste; hermano de Nora, Eduardo, Héctor, Yolanda, Gladys, Elsa y Daniel. El 26 de noviembre de 1954, en la oficina salitrera Victoria contrae matrimonio con Teresa Duarte, quien adopta el nombre artístico de Teresa Vernal. De esta relación, nacen Fresia Julia Vernal Duarte y Mario Antonio Vernal Duarte. En abril de 1962 arriba a Antofagasta, donde llevaría a cabo sus más preciadas actividades docentes, artísticas y comunicacionales.

## Docencia
Se inició como profesor primario para acabar convirtiéndose en un académico universitario de gran valía. Exprofesor de la Escuela 51 de la Oficina Salitrera Victoria; de la escuela 34 (actual D 66); del Liceo Técnico A 14  y  del Colegio Inglés San José.
Académico de la Universidad de Chile; Universidad de Antofagasta; Universidad “La República” y Universidad Católica del Norte.
Carreras: Derecho y Pedagogías. Cátedras: Oratoria, Ciencias de la Comunicación, Técnicas de Expresión Oral y Escrita, Metodología del Aprendizaje, Currículum y Evaluación, Supervisión de Práctica Docente.
Investigaciones Educacionales: Los Problemas de la Voz en los Profesionales de la Palabra; Radiotelefonía y Educación Universitaria a Distancia; Técnicas de la Actuación Teatral Aplicadas a la Docencia; La Expresión Oral en el Proceso Enseñanza – Aprendizaje del Niño Sordo.

## Actor

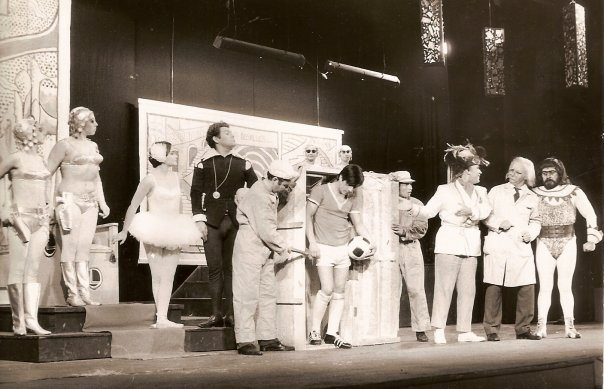
"El Centroforward murió al Amanecer" de Agustín Cuzani, 1968. Dirigida por Pedro de la Barra.

Actor en las películas chilenas Caliche sangriento y El tercer día, y en la telenovela del canal de televisión de la Universidad Católica de Chile La noche del cobarde. Actor fundador de la Compañía de Teatro de la Universidad de Chile, con Pedro de la Barra. Fundador del “Teatro Taquis”, con Teresa Vernal. Interpretó más de 137 personajes creados por autores teatrales como Plauto, Molière, Federico García Lorca, Bertolt Brecht, Shakespeare, Ionesco, Teresa Vernal, Armando Moock y Alejandro Casona, entre otros.
Realizador del vídeo Hombres ausentes (1997) referido a la pampa salitrera. Dos de sus cuentos -El cuidante y La estación- fueron adaptados por Carlos Pinto para su programa El día menos pensado, de Televisión Nacional de Chile (2002).

## Literato
Fue autor de los libros El Enganchado, cuentos del salitre (2008) y Sabores y sinsabores por las calles de mi ciudad, cuentos de la ciudad. Como dramaturgo, escribió Hombres ausentes (1991), una obra sobre los trabajadores del salitre, del mismo nombre del vídeo.

## Cine y Televisión
- Actor de la película Caliche sangriento,  de Helvio Soto.
- Actor de la película El Tercer Día, de Pablo de la Barra.
- Actor de la telenovela La noche del cobarde, de Arturo Moya Grau. Universidad Católica de Chile, 1982.
- Actor de la obra Propiedad en Venta, de A. Hitchcock. Universidad del Norte, 1968.
- Autor y protagonista del documental del salitre Hombres ausentes. Taller de Televisión del Liceo Técnico A-14, Canal 23 de TV Cable y Secretaría Ministerial de Educación, 1997.
- Dos de sus cuentos -El cuidante y La estación- fueron adaptados por Carlos Pinto para su programa El día menos pensado, de Televisión Nacional de Chile (2002)

## Reconocimientos
Sus labores educacionales siempre fueron reconocidas con mérito, por lo cual el año 2002, se inaugura la Sala Mario Vernal en la moderna Escuela D 65 “Padre Gustavo Le Paige”, acto que caló profundamente en su sensibilidad artística, educacional, humana y social.
El 2003, la Corporación Audiovisual de Antofagasta, en el Día  del Cine Nacional, le entrega una distinción “en reconocimiento a su excelente participación en la película chilena “Caliche Sangriento”.
El 11 de febrero de 2004, el Rotary Club de Antofagasta le otorga la valiosa distinción Andrés Sabella, «creada para premiar al mejor comunicador social de la ciudad en el “Día de la Prensa».
En mayo de 2005, al cumplir “La Estrella del Norte” cuarenta años de servicio a la ciudad distinguió especialmente a don Mario Vernal «por su constante y destacado trabajo artístico y cultural a favor de la comunidad».
El 16 de noviembre de 2007, la Escuela de Derecho de la Universidad Católica del Norte le rindpó homenaje al cumplir cincuenta y cinco años de labor docente, tanto en el nivel básico como medio y universitario. Con tal ocasión dictó la clase magistral "Pedagogía, Teatro y comunicación".
A fines del año 2008 llevó a cabo su última labor docente en la Universidad de Antofagasta, donde dictó el taller de teatro para jóvenes finalizando con la obra El niño Francisco Neira.
Mario Vernal Ariste dejó de existir el 28 de febrero de 2009, en Antofagasta,  a los 76 años de edad debido a una hemorragia intracraneal. 
Sus restos fueron incinerados y esparcidos en la antigua oficina salitrera San José, como había sido siempre su voluntad. Actualmente su familia se encuentra editando sus escritos pendientes para continuar con su legado.

## Distinciones
- 1962: Ilustre Municipalidad de Antofagasta. Primer Premio Concurso de Poesía.
- 1970: Ilustre Municipalidad de Antofagasta. Primer Premio Concurso de Cuentos.
- 1984: Premio Municipal “José Papic Radnic, por su valioso aporte al desarrollo cultural de Antofagasta”.
- 1984: Reconocimientos del Colegio de Profesores, Centro de Hijos de la ex Oficina Salitrera “San José”, Liceo Técnico, Digeder, etc.
- 1991: Nuevo reconocimiento de la Ilustre Municipalidad  “en virtud de su distinguida labor artística, educativa y cultural en beneficio de la Comuna”.
- 1991: Colegio de Profesores A.G. “Por su entrega generosa y amor al Arte, semillas de esperanza de una nueva sociedad”.
- 1991: Radio “La Portada”.“Por su destacada trayectoria y aporte al Teatro Antofagastino”.
- 1991: Centro Hijos Ex Oficina San José.“Por levantar con su arte la llama del recuerdo”.
- 1992: Liceo Técnico A-14.“Por su loable acción educativa”.
- 1994: El Comité de Damas de Rotary Club “Antofagasta” lo distingue por su  aporte artístico a la cultura regional”.
- 1997: Liceo Técnico A-14. “Por 45 años de creativa labor”.
- 1998: Colegio de Profesores A.G. “Por su amor a los niños y entrega a la Educación”.
- 2001: En el año de su centenario, el Liceo Técnico A 14 le rinde homenaje público en el Teatro Municipal como uno de los profesores más destacados de su historia.
- 2001: En el mismo año 2001 la Ilustre Municipalidad le confiere el “ANCLA DE ORO”, máximo galardón oficial que la ciudad otorga a sus hijos ilustres.
- 2002: Junto a Teresa Vernal, recibe la estatuilla “El Quijote” de parte de la Corporación Cultural “Mario Bahamonde”.
- 2002: Inauguración de la "SALA MARIO VERNAL" en la moderna Escuela D 65 "Padre Gustavo Le Paige".
- 2003: Distinción  de la Corporación Audiovisual de Antofagasta, “en reconocimiento a su excelente participación en la película chilena “Caliche Sangriento”.
- 2004: Distinción “Andrés Sabella”, Rotary Club “Antofagasta”   “creada para premiar al mejor comunicador social de la ciudad en el “Día de la Prensa.”
- 2005: Distinción de "La Estrella del Norte", "por su constante y destacado trabajo artístico y cultural a favor de la comunidad".
- 2007: Homenaje de la Escuela de Derecho de la Universidad Católica del Norte, al cumplir cincuenta y cinco años de labor docente, tanto en el nivel básico como medio y universitario.
- 2009: Dos meses después de su fallecimiento, la Segunda Región realiza dos homenajes a Mario Vernal en la semana del teatro. Uno de ellos en Antofagasta con la obra "El Ladrón de Voces" de la compañía de teatro La Favorecedora y el segundo en Calama, donde la semana del teatro se denominó Compañías de teatro de Calama "Recordando a Mario Vernal, Feliz Día del Teatro". En el mismo año se inaugura una calle con su nombre en la ciudad de Antofagasta.
- 2011: La Compañía de teatro Karamanchel le realiza un homenaje en la Universidad de Antofagasta.
- 2016: Actualmente su familia se encuentra a la espera de la publicación de los últimos textos que dejó en vida.

## Obras de teatro que interpretó
1. Hamlet - W. Shakespeare.
2. Bodas de sangre - Federico García Lorca.
3. El enfermo imaginario - Molière.
4. El rey se muere - Ionesco.
5. La Aulularia - Plauto.
6. Antígona - Sófocles.
7. El Señor Puntila - Bertolt Brecht.
8. Nuestro pueblo - Thornton Wilder.
9. El rinoceronte - Ionesco.
10. Las de Caín - Hermanos Álvarez Quintero.
11. Farsa y justicia del corregidor - Alejandro Casona.
12. Camino oscuro - K. Palmer.
13. Propuesta matrimonial - Antón Chéjov.
14. La viuda de Apablaza - Germán Luco Cruchaga.
15. El Cumpleaños - Mario Vernal.
16. La casa de té de la luna de agosto - John Patrick.
17. La Princesa Panchita - Jaime Silva.
18. Los habladores - Cervantes.
19. En la diestra de Dios Padre - E. Buenaventura.
20. El fantasmita Pluft - M. C. Machado.
21. Edipo rey - Sófocles.
22. El Misterio de las Cebollitas - M. C. Machado.
23. Don Gil de las calzas verdes - Tirso de Molina.
24. Concierto para un pastel - F. Raynaud.
25. La redención de las sirenas - S. Reyes.
26. El deseoso de casarse - Lope de Rueda.
27. La guarda cuidadosa - Miguel de Cervantes.
28. El retablillo de Don Cristóbal - Federico García Lorca.
29. El centroforward murió al amanecer - Agustín Cuzzani.
30. El Círculo Encantado - M. Echeverría.
31. El Pilar - J. C. Silvaín.
32. El Monte Calvo - J. A. Niño.
33. Como en Santiago - D. Barros G.
34. Romeo y Julieta - W. Shakespeare.
35. Las alegres comadres de Windsor - W. Shakespeare.
36. Ricardo III - W. Shakespeare.
37. Los títeres de Cachiporra - Federico García Lorca.
38. La gata sobre el tejado de zinc caliente - Tennessee Williams.
39. Penélope y el Nazi - Ph. King.
40. Hombres ausentes - Mario Vernal.
41. La escalera - Ch. Dyer.
42. Vamos a contar mentiras - Alfonso Paso.
43. El oso - Antón Chéjov.
44. El aniversario - Antón Chéjov.
45. Cornudo, apaleado y contento - Alejandro Casona.
46. Larga cena de Navidad - Thornton Wilder.
47. ¿Quién le tiene miedo al lobo? - Edward Albee.
48. Pato a la naranja - W. Home.
49. La Noche de los Asesinos - J. Triana.
50. El Célebre 702 - A. Mirodán.
51. Vade Retro, Satanás - Fermín Cabal.
52. Volar" - Alfonso Vallejo.
53. Invierno de luna alegre - Paloma Pedrero.
54. La fiaca - Ricardo Talesnik.
55. El camaleón - M. Huerta.
56. Nadie puede saberlo - E. Bunster.
57. El médico simple - Lope de Rueda.
58. Hola, mi amor - Santiago Moncada.
59. Vuelos incaicos - Miguel Trigo.
60. El Tabernero, el Mal Poeta y el Buen Ladrón - M. A. Cisternas.
61. Recuerdos - Nelly Lemus.
62. La Muerte y la Madre - Luis Icaza.
63. Un Lugar Especial - Patricio Toledo.
64. El Incendio - R. Bradbury.
65. Eva - Dalmiro Sáenz.
66. Santo Cura - José Ignacio Cabrujas.
67. Cuentos de Navidad - Charles Dickens.
68. Tierra de Jauja - Lope de Rueda.
69. El Empresario - Miguel Trigo.
70. Residencial La Chimba - I. Aliaga.
71. La Financiera - Patricio Cortés.
72. Las Viandas - José Galaz.
73. Amor en tres tiempos - I. Aliaga.
74. El remate - Mónica Castillo.
75. El Río Casiquiare... al revés - Ibsen Martínez.
76. La Avaricia - Manuel Trujillo.
77. La Envidia - Elisa Letner.
78. La Soberbia - José Ignacio Cabrujas.
79. Las sillas - Ionesco.
80. El Enganchado - Mario Vernal.